# Kőszegpaty, Vas
Kőszegpaty  este un sat în districtul Kőszeg, județul Vas, Ungaria, având o populație de 215 locuitori (2011). 

## Demografie
Componența etnică a satului Kőszegpaty
     Maghiari (96,88%)
     Români (3,13%)
Componența confesională a satului Kőszegpaty
     Romano-catolici (40,47%)
     Luterani (2,79%)
     Necunoscută (56,74%)
     Alte religii (2,79%)
Conform recensământului din 2011, satul Kőszegpaty avea 215 locuitori. Din punct de vedere etnic, majoritatea locuitorilor (96,88%) erau maghiari, cu o minoritate de români (3,13%).  Din punct de vedere confesional, majoritatea locuitorilor (51,63%) erau , existând și minorități de romano-catolici (40,47%) și luterani (2,79%). Pentru 56,74% din locuitori nu este cunoscută apartenența confesională.